# Rally Isla de Tenerife de 1983
El Rally Isla de Tenerife de 1983, oficialmente 15.º Rally Internacional Isla de Tenerife, fue la decimoquinta edición y la decimocuarta cita de la temporada 1983 del Campeonato de España de Rally. Se celebró del 1 al 2 de octubre.

## Clasificación final
| Pos. | Piloto                 | Copiloto              | Automóvil                    | Tiempo         | Diferencia |
| ---- | ---------------------- | --------------------- | ---------------------------- | -------------- | ---------- |
| 1.   | Medardo Pérez          | José R. Medina        | BMW 323i                     | 1:10:37.0      | 0.0        |
| 2.   | Corrado Tiziano        | Claudio Condotta      | Lancia 037 Rally             | 1:10:40.0 0:10 | +3.0       |
| 3.   | Fernando Capdevila     | Margarita Cortecero   | Opel Ascona 2000             | 1:13:01.0      | +2:24.0    |
| 4.   | Melchor Dávila         | Rafael Ramos          | Renault 5 Turbo              | 1:13:30.0      | +2:53.0    |
| 5.   | Carlos Alonso-Lamberti | José Manuel Sarmiento | Opel Ascona 2000             | 1:13:47.0      | +3:10.0    |
| 6.   | Félix Delgado          | Manuel Pérez          | Toyota Trueno                | 1:14:05.0      | +3:28.0    |
| 7.   | Antonio Moreno         | Manuel Jesús Duranza  | Talbot Sunbeam 424           | 1:14:14.0      | +3:37.0    |
| 8.   | José Manuel Moreno     | Francisco Guerrero    | Opel Kadett GT/E             | 1:15:59.0      | +5:22.0    |
| 9.   | Francesco Tormachio    | Aturo Fiabon          | Porsche 911 SC               | 1:16:30.0      | +5:53.0    |
| 10.  | Fernando Sacramento    | Noemi Ariño           | Mitsubishi Lancer 2000 Turbo | 1:17:01.0      | +6:24.0    |